# Apti Movlidovich Akhyadov
Apti Movlidovich Akhyadov (tiếng Nga: Апти Мовлидович Ахъядов; sinh ngày 24 tháng 8 năm 1993) là một cầu thủ bóng đá người Nga. Anh chơi ở vị trí tiền đạo hay tiền vệ phải cho FC Akhmat Grozny.

## Sự nghiệp
Akhyadov ra mắt chuyên nghiệp cho FC Terek Grozny vào ngày 13 tháng 7 năm 2010 trong trận đấu tại Cúp quốc gia Nga trước FC Luch-Energiya Vladivostok. Anh ra mắt tại Giải bóng đá ngoại hạng Nga vào ngày 21 tháng 8 năm 2015 cho FC Terek Grozny trong trận đấu với FC Dynamo Moscow.

## Thống kê sự nghiệp

### Câu lạc bộ
Tính đến 13 tháng 5 năm 2018
| Câu lạc bộ          | Mùa giải             | Giải vô địch                | Giải vô địch | Giải vô địch | Cúp     | Cúp       | Châu lục | Châu lục  | Tổng cộng | Tổng cộng |
| Câu lạc bộ          | Mùa giải             | Hạng đấu                    | Số trận      | Bàn thắng    | Số trận | Bàn thắng | Số trận  | Bàn thắng | Số trận   | Bàn thắng |
| ------------------- | -------------------- | --------------------------- | ------------ | ------------ | ------- | --------- | -------- | --------- | --------- | --------- |
| FC Akhmat Grozny    | 2010                 | Giải bóng đá ngoại hạng Nga | 0            | 0            | 1       | 0         | –        | –         | 1         | 0         |
| FC Akhmat Grozny    | 2011–12              | Giải bóng đá ngoại hạng Nga | 0            | 0            | 0       | 0         | –        | –         | 0         | 0         |
| FC Akhmat Grozny    | 2012–13              | Giải bóng đá ngoại hạng Nga | 0            | 0            | 0       | 0         | –        | –         | 0         | 0         |
| FC Akhmat Grozny    | 2013–14              | Giải bóng đá ngoại hạng Nga | 0            | 0            | 0       | 0         | –        | –         | 0         | 0         |
| FC Akhmat Grozny    | 2014–15              | Giải bóng đá ngoại hạng Nga | 0            | 0            | 0       | 0         | –        | –         | 0         | 0         |
| FC Akhmat Grozny    | 2015–16              | Giải bóng đá ngoại hạng Nga | 1            | 0            | 1       | 0         | –        | –         | 2         | 0         |
| FC Akhmat Grozny    | 2016–17              | Giải bóng đá ngoại hạng Nga | 0            | 0            | –       | –         | –        | –         | 0         | 0         |
| FC Terek-2 Grozny   | 2013–14              | PFL                         | 19           | 7            | –       | –         | –        | –         | 19        | 7         |
| FC Terek-2 Grozny   | 2014–15              | PFL                         | 1            | 1            | –       | –         | –        | –         | 1         | 1         |
| FC Terek-2 Grozny   | 2015–16              | PFL                         | 5            | 3            | –       | –         | –        | –         | 5         | 3         |
| FC Terek-2 Grozny   | Tổng cộng            | Tổng cộng                   | 25           | 11           | 0       | 0         | 0        | 0         | 25        | 11        |
| PFC Spartak Nalchik | 2016–17              | FNL                         | 28           | 1            | 0       | 0         | –        | –         | 28        | 1         |
| FC Akhmat Grozny    | 2017–18              | Giải bóng đá ngoại hạng Nga | 3            | 0            | 0       | 0         | –        | –         | 3         | 0         |
| FC Akhmat Grozny    | Tổng cộng (2 spells) | Tổng cộng (2 spells)        | 4            | 0            | 2       | 0         | 0        | 0         | 6         | 0         |
| Tổng cộng sự nghiệp | Tổng cộng sự nghiệp  | Tổng cộng sự nghiệp         | 57           | 12           | 2       | 0         | 0        | 0         | 59        | 12        |